# میدجرنی
میدجرنی (به انگلیسی: Midjourney) یک آزمایشگاه تحقیقاتی مستقل است که یک برنامه هوش مصنوعی انحصاری با همین نام تولید می‌کند و تصاویری را از توضیح‌های متنی شبیه به دال-ای و استیبل دیفیوژن ایجاد می‌کند. این ابزار در حال حاضر در نسخه بتای باز است که در ۱۲ ژوئیه ۲۰۲۲ وارد شده‌است. تیم میدجرنی توسط دیوید هولز، که یکی از بنیانگذاران لیپ موشن است، رهبری می‌شود. هولز در اوت ۲۰۲۲ به وبگاه رجیستر گفت که این شرکت قبلاً سودآور بوده‌است. کاربران با استفاده از اعلان‌های ربات دیسکورد، آثار هنری را با میدجرنی ایجاد می‌کنند.

## تاریخچه
میدجرنی توسط دیوید هولز (David Holz)، یکی از بنیانگذاران لیپ موشن تأسیس و اولین بار در ۱۲ ژوئیه ۲۰۲۲ وارد نسخه بتای باز شد. با این حال، در ۱۴ مارس ۲۰۲۲، سرور دیسکورد با درخواست ارسال عکس‌های با کیفیت بالا در توییتر/ردیت برای آموزش سیستم راه اندازی شد.
این شرکت روی بهبود الگوریتم‌های خود کار می‌کند و هر چند ماه یکبار نسخه‌های جدیدی را منتشر می‌کند. نسخه ۲ الگوریتم آنها در آوریل ۲۰۲۲ و نسخه ۳ در ژوئیه راه اندازی شد. در ۱۰ نوامبر ۲۰۲۲، تکرار آلفای نسخه ۴ برای کاربران منتشر شد.

## عملکرد

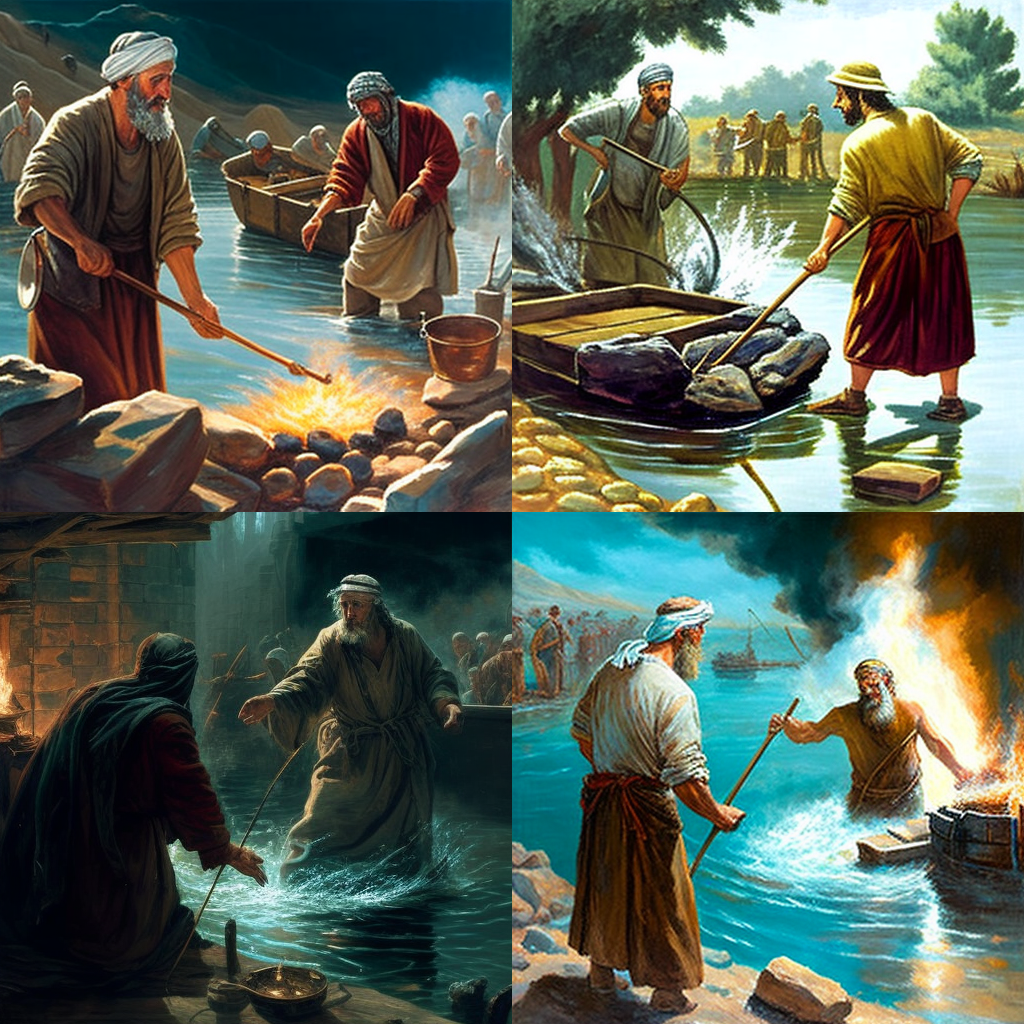
بعد از اعلان، چهار تصویر در قالب یک عکس به کاربر ارائه می‌شود

میدجرنی در حال حاضر فقط از طریق یک ربات دیسکورد در خود دیسکورد رسمی میدجرنی، از طریق پیام مستقیم به ربات، یا با دعوت از ربات به یک سرور شخص ثالث قابل دسترسی است. برای تولید تصاویر، کاربران از دستور /imagine prompt استفاده می‌کنند و یک اعلان را تایپ می‌کنند. سپس ربات چهار تصویر را در قالب یک عکس به کاربر ارائه می‌دهد. زیر عکس ارائه شده، برای هر کدام از چهار تصویر، دستور بزرگ‌نمایی (U1,U2,U3,U4) و ایجاد مجدد چهار گونه مختلف از همان عکس‌ها (V1,V2,V3,V4)، وجود دارد. میدجرنی همچنین در حال کار بر روی یک رابط وب است. آنها به‌تازگی یک برنامه وب ایجاد کردند که در آن افراد می‌توانند آزادانه عکس‌های خود را ببینند و پردازنده‌های گرافیکی سریع با ویژگی‌های آرامش‌بخش برای بهبود عملکرد دریافت کنند.

## استفاده

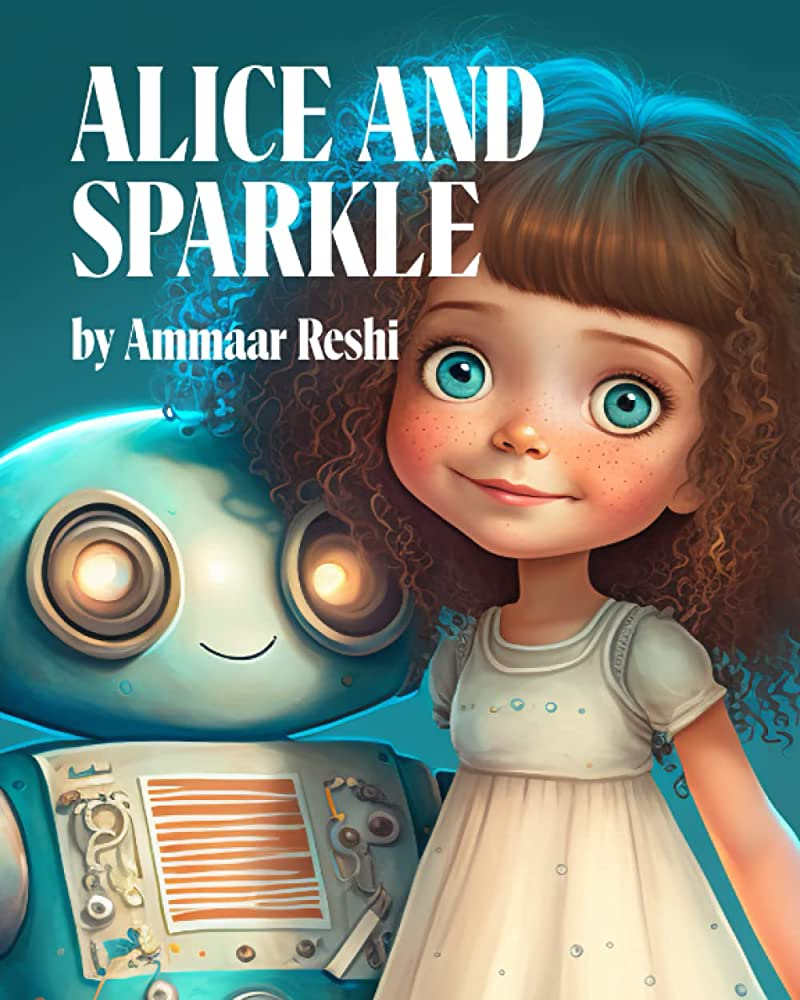
جلد کتاب 2022 Alice and Sparkle. این کتاب به دلیل داشتن تصاویر آن توسط ChatGPT و Midjourney بدنام است و به همین دلیل نباید هیچ مشکلی در مورد حق چاپ وجود داشته باشد.

بنیانگذار میدجرنی، دیوید هولز می‌گوید که هنرمندان را نه به عنوان رقیب‌های میدجرنی، بلکه به عنوان مشتری می‌بیند. هولز به وبگاه رجیستر گفت که هنرمندان از میدجرنی برای نمونه‌سازی سریع مفاهیم هنری استفاده می‌کنند تا قبل از شروع کار خودشان، آن مفاهیم هنری را به مشتریان نشان دهند. به دلیل مجموعه آموزشی، میدجرنی ممکن است شامل آثار هنرمندان دارای حق چاپ باشد. برخی از هنرمندان، میدجرنی را به بی‌ارزش کردن آثار خلاقانه اصلی متهم کرده‌اند. شرایط خدمات میدجرنی شامل یک خط‌مشی حذف قانون کپی‌رایت هزاره دیجیتال است که به هنرمندان این امکان را می‌دهد که اگر فکر می‌کنند نقض حق تکثیر مشهود است، درخواست کنند آثارشان از مجموعه حذف شود.
صنعت تبلیغات به سرعت از ابزارهای هوش مصنوعی مانند میدجرنی، دال-ای و استیبل دیفیوژن استفاده کرده‌است. به گفته اد ایج (Ad Age)، ابزارهایی که به تبلیغ‌کنندگان امکان می‌دهند محتوای اصلی را تولید و ایده‌های طوفان فکری سریع ایجاد کنند، فرصت‌های جدیدی مانند «تبلیغات سفارشی ایجاد شده برای افراد، روشی جدید برای ایجاد جلوه‌های ویژه یا حتی کارآمدتر کردن تبلیغات تجارت الکترونیک» را فراهم می‌کنند.

### استفاده قابل توجه و بحث‌های پیرامون
میدجرنی توسط مجله بریتانیایی اکونومیست برای عکس روی جلد ژوئن ۲۰۲۲ استفاده شد (که معمولاً برای پرداختن به یک رویداد مهم در دنیا استفاده می‌شود). در ایتالیا، روزنامه پیشرو کوریره دلا سرا، کمیکی را منتشر کرد که توسط نویسنده ونی سانتونی (Vanni Santoni) با میدجرنی در اوت ۲۰۲۲ ایجاد شده بود. چارلی وارزل (Charlie Warzel) از میدجرنی برای تهیه دو تصویر از الکس جونز برای خبرنامه وارزل در مجله آتلانتیک استفاده کرد. استفاده از رویه تولید شده توسط هوش مصنوعی، مورد انتقاد افرادی قرار گرفت که احساس می‌کنند این رویه باعث از بین رفتن کسب و کار هنرمندان واقعی می‌شود. وارزل در مقاله‌ای دربارهٔ تصمیم خود برای استفاده از تصاویر تولید شده، اقدام خود را یک «اشتباه» خواند. برنامه هفته پیش امشب با جان اولیور شامل یک بخش ۱۰ دقیقه‌ای درون برنامه میدجرنی بود که در یک قسمت پخش شده در اوت ۲۰۲۲ نمایش داده شده‌است.
یک تصویر ایجاد شده توسط میدجرنی به نام تئاتر اپرای فضایی (به فرانسوی: Théâtre d'Opéra Spatial‎) مقام اول را در مسابقه هنر دیجیتال در نمایشگاه ایالتی کلرادو در سال ۲۰۲۲ کسب کرد. جیسون آلن (Jason Allen)، نویسندهٔ اعلانی که باعث تولید تصویر تئاتر اپرای فضایی در میدجرنی شد، این تصویر را روی بوم چاپ کرد و با نام «جیسون ام. آلن به وسیله میدجرنی» در مسابقه شرکت کرد اما دیگر هنرمندان دیجیتال از شنیدن این خبر ناراحت شده بودند. آلن عذرخواهی نکرد و اصرار داشت که از قوانین مسابقه پیروی کرده‌است. داوران دو دسته نمی‌دانستند که میدجرنی از هوش مصنوعی برای تولید تصاویر استفاده می‌کند، اگرچه بعداً گفتند که اگر این را می‌دانستند، به هر حال جایزه برتر را به آلن می‌دادند. این رویداد شبیه به اتفاقی بود که در سال ۱۹۵۸ در داستان کوتاه «ویژگی زیبایی» (Thing of Beauty) نوشته دیمن نایت شرح داده شده‌است. در این داستان، مردی از یک ماشین برای ایجاد تصویر برنده در یک مسابقه هنری استفاده می‌کند. همان‌طور که در واقعه کلرادو، داوران داستان متوجه نشدند که تصویر توسط ماشین ایجاد شده‌است.
در دسامبر ۲۰۲۲، از میدجرنی برای ایجاد یک کتاب کودکان تولید شده توسط هوش مصنوعی، در یک تعطیلات آخر هفته استفاده شد. این کتاب با عنوان آلیس و درخشش (Alice and Sparkle)، دختر جوانی را نشان می‌دهد که روباتی می‌سازد که دچار خودآگاهی می‌شود. خالق این کتاب، عمار ریشی (Ammaar Reeshi)، ساعت‌ها وقت صرف کرد تا درخواست‌های میدجرنی را تغییر دهد و صدها نتیجه تولید شده را رد کرد تا در نهایت ۱۳ تصویر برای کتاب انتخاب کند. هم محصول و هم فرایند، انتقاداتی را برانگیخت به طوری که یکی از هنرمندان نوشت: «مشکل اصلی… این است که این تصاویر، بر اساس کار هنرمندان آموزش دیده‌است. این خلاقیت‌ها و سبک‌های متمایز ما است که ایجاد کردیم، و رضایت ندادیم که مورد استفاده قرار گیرد.»

## شکایت قضایی
در ژانویه ۲۰۲۳، سه هنرمند سارا اندرسن، کلی مک‌کرنان و کارلا اورتیز شکایتی را برای نقض حق چاپ علیه استیبل دیفیوژن، میدجرنی و دوینت‌آرت تنظیم کردند و مدعی شدند که این شرکت‌ها با آموزش ابزارهای هوش مصنوعی بر روی پنج میلیارد تصویر که از وب برداشته‌اند، بدون رضایت هنرمندان اصلی، حقوق میلیون‌ها هنرمند را نقض کرده‌اند.